# Berberis venusta
Berberis venusta är en berberisväxtart som beskrevs av Camillo Karl Schneider. Berberis venusta ingår i släktet berberisar, och familjen berberisväxter. Inga underarter finns listade i Catalogue of Life.